# Salvatore Biondino
Salvatore Biondino (Palermo, 10 gennaio 1953) è un mafioso italiano.
Arrestato il 15 gennaio 1993 con Totò Riina, fu condannato all'ergastolo per l'omicidio del politico Salvo Lima, la strage di Capaci e quella di via D'Amelio e a ventisei anni di reclusione per il fallito attentato dell'Addaura.

## Biografia
Biondino era affiliato alla famiglia di San Lorenzo, nell'omonimo mandamento, e sostituì il capomandamento Giuseppe Giacomo Gambino alla guida di quest'ultimo. In queste vesti, secondo la Corte di cassazione, partecipò a una riunione preparatoria dell'attentato all'Addaura e coordinò i sopralluoghi, la fornitura dell'esplosivo e l'organizzazione generale dell'attentato.
Nel successiva uccisione di Giovanni Falcone nella strage di Capaci, Biondino curò l'organizzazione, mentre in occasione della strage di via D'Amelio, ancora secondo la Corte di Cassazione, partecipò alla decisione di compiere l'eccidio e all'individuazione delle modalità operative, procurò il telecomando, lo provò e, dalle 7 del mattino del 19 luglio 1992, partecipò «al "pattugliamento" di alcune strade della città di Palermo per verificare il momento in cui transitavano le auto con a bordo il dott. Borsellino e gli agenti della scorta e darne comunicazione agli altri complici». 
Inoltre fu accusato di essere il mandante degli omicidi e successiva distruzione di cadavere dell'agente Emanuele Piazza (per questo omicidio fu condannato in via definitiva il 20 maggio 2004) e degli imprenditori Sceusa e Vincenzo D'Agostino.
Il 15 gennaio 1993 Biondino fu catturato dal CrimOr (squadra speciale dei ROS guidata dal Capitano Ultimo), mentre era alla guida di una Citroën ZX con a bordo Salvatore Riina (latitante dal 1969), all'uscita da un residence sito in via Bernini. Fino al momento dell'arresto, Biondino risultava incensurato e da allora si trova in carcere, sottoposto al regime di 41-bis.
Nel 2014 anche suo fratello maggiore Girolamo Biondino (classe 1948) è stato arrestato per associazione mafiosa.
Il 21 gennaio 2018 la DDA di Palermo ha fatto arrestare anche Giuseppe Biondino (classe 1980), figlio di Salvatore, che era il titolare dell'agenzia pubblicitaria MP nel centro di Palermo, una copertura per le attività del clan mafioso che si svolgevano in tale area storica della città, nella quale Totò Riina aveva vissuto per ventiquattro anni ed era stato tratto in manette.